# Doug Clifford
Douglas Raymond  "Cosmo" Clifford (Palo Alto, California, Estados Unidos, 24 de abril de 1945) es un músico estadounidense más conocido por su trabajo como baterista en la banda de rock Creedence Clearwater Revival.

## Biografía
Su carrera musical comenzó en 1959 con The Blue Velvets, un grupo integrado por Clifford a la batería, John Fogerty a la guitarra y Stu Cook al bajo. El grupo, al que se sumó Tom Fogerty en 1960, cambió su nombre por The Golliwogs bajo el cual grabaron varias canciones publicadas como sencillos de escaso éxito comercial.
En 1967, John Fogerty tomó el control del grupo como compositor y guitarrista principal, cambiando el nombre de The Golliwogs por el de Creedence Clearwater Revival. El éxito de su primer álbum homónimo, Creedence Clearwater Revival, así como varios de sus siguientes trabajos de estudio, elevaron a la formación a la escena del rock, llegando a tocar en el Festival de Woodstock en agosto de 1969. En 1971, Tom Fogerty abandonó la formación.
Para el último trabajo de estudio de la Creedence, Mardi Gras, John Fogerty decidió cambiar la fórmula que dotó de éxito a la formación con el fin de dar cabida a las composiciones de Doug Clifford y de Stu Cook. Sin embargo, la recepción por parte de la crítica musical de Mardi Gras, fue tibia, lo que, junto a conflictos personales y empresariales, en especial con Fantasy Records, movió a John Fogerty a disolver el grupo.
Tras la ruptura de la Creedence Clearwater Revival, Doug Clifford y Stu Cook se sumaron al recién formado grupo de Don Harrison, The Don Harrison Band. Previamente, en 1972, Clifford publicó un álbum en solitario, Cosmo, de escaso éxito comercial. En 1976, el grupo publicó un álbum homónimo, y en 1977, el álbum Red Hot. Tras la publicación del segundo álbum del grupo, Don Harrison decidió disolver la formación. Russel DaShiell, Doug Clifford y Stu Cook decidieron en un primer momento mantener el nombre del grupo y seguir tocando, si bien acabaron por abandonar el proyecto debido a la vinculación del nombre de Don Harrison al grupo. En 1979, Stu abandonó el grupo y pasó a formar parte de diversas bandas como Rocky Ericksons, The Aliens y Southern Pacific.
En 1995, Clifford y Cook formaron el grupo Creedence Clearwater Revisited.